# میشل رینالدی (بازیکن فوتبال، زاده ۱۹۸۷)
میشل رینالدی (انگلیسی: Michele Rinaldi؛ زادهٔ ۹ ژانویهٔ ۱۹۸۷) بازیکن فوتبال اهل ایتالیا است.
از باشگاه‌هایی که در آن بازی کرده‌است می‌توان به باشگاه فوتبال پارما، باشگاه فوتبال اودینزه، باشگاه فوتبال باری، باشگاه فوتبال بنونتو، و باشگاه فوتبال آتالانتا اشاره کرد.
وی همچنین در تیم‌های ملی فوتبال زیر ۱۶ سال ایتالیا، زیر ۱۷ سال ایتالیا، زیر ۱۸ سال ایتالیا، زیر ۱۹ سال ایتالیا، و زیر ۲۰ سال ایتالیا بازی کرده‌است.